# Kostel svatého Mikuláše (Senec)
Kostel svatého Mikuláše (slovensky Kostol svätého Mikuláša) v Senci se nachází v jihozápadní části hlavního náměstí. Je to nejstarší historická stavba města.[zdroj?] V polovině 18. století získal dnešní podobu, ačkoli vícekrát byl přestavován, neboť jeho základy pocházejí ještě z období gotiky. Jsou důkazy, že kostel existoval již v roce 1308, tehdy ještě jako malý dřevěný kostelík. Později se potvrdilo, že kostel je zasvěcen sv. Mikulášovi. Kostel v roce 1981 poničil požár a následně prošel rekonstrukcí. Bylo však tehdy zničeno značné množství historických památek, které se v kostele nacházely.
Kostel byl vícekrát rekonstruován, v roce 1633 byla zrealizována renesanční úprava, v roce 1740 barokní, a poslední se uskutečnily v 19. a 20. století. Nacházejí se zde čtyři oltáře v rokokovém stylu. V okolí kostela jsou zastavení křížové cesty. Nedaleko kostela je známá Lurdská jeskyně.